# دوروثي وساحر أوز (مسلسل تلفزيوني)
دوروثي وساحر أوز (بالإنجليزية: Dorothy and the Wizard of Oz)‏ هو مسلسل رسوم متحركة تلفزيوني أمريكي للأطفال مقتبس ومبني على رواية ليمان فرانك بوم لعام 1900 دوروثي وساحر أوز وما تلاها من كتب، بالإضافة إلى فيلم ساحر أوز لعام 1939. ظهرت السلسلة لأول مرة على قناة بوميرانغ في 29 يونيو 2017.

## الشخصيات
تظهر شخصية دوروثي غيل (بصوت كاري والغرين) وهي تعيش في أوز وهي أميرة إميرالد سيتي الجديدة. ودودة ولطيفة، ودوروثي مستعدة دائمًا لمساعدة صديقاتها، وتعريف الأوزانيين بالعادات ومحاربة كل الشرور في أوز.

## البث
ظهرت دوروثي وساحر أوز لأول مرة على قناة قناة بوميرانغ الأمريكية في 8 مايو 2018. كما عرضت لأول مرة على بوميرانغ في أستراليا ونيوزيلندا في 26 يونيو 2017. تم إصدار الحلقات الـ 13 الأولى على خدمة بوميرانغ SVOD في الولايات المتحدة في 29 يونيو 2017.

## روابط خارجية
- دوروثي وساحر أوز على موقع IMDb (الإنجليزية)
- دوروثي وساحر أوز على موقع فيلمافينيتي (الإسبانية)
- دوروثي وساحر أوز على موقع كينوبويسك (الروسية)
- دوروثي وساحر أوز على موقع قاعدة بيانات الفيلم (الإنجليزية)
- دوروثي وساحر أوز  في قاعدة بيانات الأفلام على الإنترنت (بالإنجليزية)
- Dorothy and the Wizard of Oz on Boomerang